# نافيستار الدولية
نافيستار العالمية هي شركة قابضة أمريكية تعمل في صناعة الشاحنات. تأسست في 1902. يقع مقرها في ليسل. وهي الشركة اللاحقة لـ انترناشونال هارفيستير.

## وصلات خارجية
- الموقع الرسمي